# Pentatominae
Pentatominae – podrodzina pluskwiaków różnoskrzydłych z rodziny tarczówkowatych.
Pluskwiaki te mają cienką kłujkę, rozpoczynającą się daleko od brzegu głowy i przedniego brzegu bukuli oraz mniej lub więcej trójkątną tarczkę, sięgającą najwyżej nieco za połowę odwłoka, przykrywającą niewielki fragment półpokryw. Bukule są ustawione prawie równolegle i z tyłu niepołączone. Kłujka zazwyczaj osiąga lub przekracza tylne biodra
W 2011 roku znanych było 3336 gatunków z 621 rodzajów. Dzieli się je na następujące plemiona:
- Aelini Douglas & Scott, 1865
- Aeptini Stål, 1871
- Aeschrocorini Distant, 1902
- Agaeini Cachan, 1952
- Agonoscelidini Atkinson, 1888
- Amyntorini Distant, 1902
- Antestiini Distant, 1902
- Aulacetrini Mulsant & Rey, 1866
- Axiagastini Atkinson, 1888
- Bathycoeliini Atkinson, 1888
- Cappaeini Atkinson, 1888
- Carpocorini Mulsant & Rey, 1866
- Catacanthini Atkinson, 1888
- Caystrini Ahmad & Afzal, 1979
- Chlorocorini
- Coquereliini Cachan, 1952
- Degonetini Azim & Shafee, 1984
- Diemeniini Kirkaldy, 1909
- Diplostirini Distant, 1902
- Diploxyini Atkinson, 1888
- Eurysaspidini Atkinson, 1888
- Eysarcorini Mulsant & Rey, 1866
- Halyini Amyot & Audinet-Serville, 1843
- Hoplistoderini Atkinson, 1888
- Lestonocorini Ahmad & Mohammad, 1980
- Mecideini Distant, 1902
- Memmiini Cachan, 1952
- Menidini Atkinson, 1888
- Myrocheini Stål, 1871
- Nealeriini Cachan, 1952
- Nezarini Atkinson, 1888
- Opsitomini Cachan, 1952
- Pentatomini Leach, 1815
- Phricodini Cachan, 1952
- Piezodorini Atkinson, 1888
- Procleticini Pennington, 1920
- Rhynchocorini Stål, 1871
- Rolstoniellini Rider, 1997
- Sciocorini Amyot & Serville, 1843
- Sephelini Breddin, 1904
- Strachiini Mulsant & Rey, 1866
- Triplatyxini Cachan, 1952

Ponadto następujących rodzajów nie zaliczono do żadnego z nich: 
- Amphidexius Bergroth, 1918
- Bachesua Gross, 1975
- Brizocoris Gross, 1975
- Buthumka Gross, 1975
- Cooperocoris Gross, 1975
- Dictyotus Dallas, 1851
- Dysnoetus Bergroth, 1918
- Eremophilacoris Gross, 1975
- Gadarscama Reuter, 1887
- Ippatha Distant, 1910
- Kitsonia Gross, 1975
- Kitsoniocoris Rider, 1998
- Kumbutha Distant, 1910
- Lakhonia Yang, 1936
- Macrocarenoides Gross, 1975
- Macrocarenus Stål, 1873
- Muscanda Walker, 1868
- Ochisme Kirkaldy, 1904
- Ooldeon Gross, 1975
- Patanius Rolston, 1987
- †Pentatomoides Jordan, 1967
- Pirricoris Gross, 1975
- Poecilotoma Dallas, 1851
- Riaziana Hasan, Afzal & Ahmad, 1989
- Senectius Rolston, 1987
- Tepa Rolston & McDonald, 1984
- Tepperocoris Gross, 1975
- Thryptomenecoris Gross, 1975
- Trachyops Dallas, 1851
- Turrubulana Distant, 1910
- Xiengia Distant, 1921
- Zouicoris Zheng, 1986